# La Galite
La Galite (in italiano anche La Galita, in arabo جالطة‎?, Jazirat Jalitah) è un arcipelago di isole rocciose, d'origine vulcanica, formato da cinque isole principali ed alcuni scogli. Tali isole sono situate a circa 80 km a nord-ovest della città tunisina di Tabarka e a 150 km a sud di Capo Spartivento, in Sardegna. Il punto di terraferma più vicino alle isole è Cap Serrat, 38 km a sud, dal quale l'arcipelago è separato tramite il Canal de La Galite (lett. "Canale della Galite").

## La Galite
L'isola principale (che dà il nome all'intero arcipelago), è La Galite, situata al centro dell'arcipelago e con forma di lettera T, che misura 5,4 km di lunghezza da est a ovest ed al massimo 2,9 km di larghezza (nella parte orientale), per una superficie di 7,52 km². Circondata da falesie rocciose alte fino a 200 m, l'isola può essere raggiunta solo attraverso la baia dell'Escueil de Pasque (lett. "Scoglio di Pasqua"), nella parte meridionale dell'isola. Il punto più alto dell'isola è il Bout de Somme o Grand sommet (lett. "Cima grande", in italiano in passato Pizzo del Cavaliero), a 391 m d'altezza, che è sormontato da una torre d'avvistamento gialla, alla quale si accede percorrendo un sentiero roccioso che è l'unica via di comunicazione dell'isola. Tale sentiero attraversa zone coperte di macchia mediterranea, dove nonostante la scarsità di terra a disposizione crescono alberi di fico, ulivi, cactus, vite e cereali, che provvedono al sostentamento delle poche famiglie di pescatori che abitano l'isola. Per il resto, l'isola è prevalentemente rocciosa e pianeggiante, eccetto la cima grande ed il Piton de l'Est (in italiano in passato Monte Guardia), una cresta rocciosa conica alta 361 m, nel sud-est dell'isola.
Nel 1872 i fratelli D'Arco, originari di Ponza, tentarono di stabilirsi sull'isola ma la loro permanenza durò solamente un anno ed il governo tunisino corrispose un indennizzo richiedendo come controparte l'allontanamento dall'isola.
Recentemente, la scoperta di brocche cartaginesi e di monete romane ha indicato che l'isola era popolata già nell'antichità, ma solo saltuariamente il territorio conobbe insediamenti stabili. Il più recente fu quello, nella seconda metà dell'Ottocento e nei primi del Novecento, di una comunità di ponzesi e tabarchini che vi praticavano la pesca delle aragoste, in un regime di tolleranza, da parte delle autorità coloniali francesi, che venne messo in crisi dalla politica di rivendicazione del fascismo sulla Tunisia.

## Le isole minori
Oltre all'isola principale, vi sono altri due gruppi di isolotti, rocciosi, aspri e scoscesi, senza approdi protetti, quindi di accesso pericoloso. 
- i Galitons de l'Ouest (lett. "Galitoni occidentali"), situati 3 km a sud-ovest dell'isola principale, che comprendono Le Galiton (in italiano anche Galitone[4], 158 m) e La Fauchelle (in italiano anche Aguglia,[4] 137 m), ossia la seconda e la terza isola dell'arcipelago per estensione. Sulla cresta di Galiton è situato un faro di 14 m d'altezza. Nel 1980, Galiton fu dichiarata riserva naturale integrale per preservare il sito di riproduzione della foca monaca.
- i Galitons de l'Est (lett. "Galitoni orientali"), soprannominati anche Les chiens (lett. "I cani"), sono situati da 1 a 2 km a nord-est dell'isola principale. Questo gruppo è composto da tre isolotti rocciosi detti il Gallo, la Gallina e il Pollastro. Il più grande dei tre è il Gallo, che misura 119 m d'altezza.

In quest'isola morì, il 14 dicembre 1942 il capitano di corvetta Salvatore Todaro (decorato di Medaglia d'oro al valore militare alla memoria).
Il capo del movimento indipendentista tunisino Habib Bourguiba fu esiliato dal governo coloniale francese sull'isola principale dal 1952 al 1954, periodo durante il quale visse in un fortino abbandonato.